# Stenocoelium athamantoides
Stenocoelium athamantoides là một loài thực vật có hoa trong họ Hoa tán. Loài này được (M. Bieb.) Ledeb. miêu tả khoa học đầu tiên năm 1829.